# Drets del col·lectiu LGBT a Lesotho

Aquest és un article sobre els drets LGBT a Lesotho. Les persones lesbianes, gais, bisexuals i transsexuals a Lesotho han d'afrontar reptes legals que no experimenten els residents no LGBT.

## Lleis relatives als actes sexuals amb persones del mateix sexe
El 2012, l'activitat homosexual masculina es va legalitzar a Lesotho.
L'activitat homosexual masculina havia estat anteriorment il·legal a Lesotho com una infracció de la llei comuna, però no estava penalitzada. L'activitat homosexual femenina no ha estat proscrita.

## Matrimoni entre homosexuals
Sota la Llei del matrimoni i el dret consuetudinari de Lesotho, el matrimoni només està permès per a parelles del sexe oposat.

## Proteccions de discriminació
No hi ha cap protecció específica contra la discriminació basada en l'orientació sexual o identitat de gènere. 

## Adopció de nens
La Llei de Benestar i Protecció Infantil de 2011 regula les adopcions. Només les parelles casades poden adoptar un fill conjuntament. Els homes solters i les parelles del mateix sexe no estan autoritzades a adoptar.

## Condicions de vida
Els informes del país del Departament d'Estat dels Estats Units sobre les pràctiques de drets humans per al 2016 van afirmar que:
| « | Actes de violència, discriminació i altres abusos basats en l'orientació sexual i identitat de gènere La llei prohibeix les relacions sexuals consensuades entre homes, però les autoritats no les han imposat. La llei silencia el sexe consensual entre dones. Les persones lesbianes, homosexuals, bisexuals, transgèniques i intersexuals (LGBTI) s'enfronten a la discriminació social i la insensibilitat oficial a aquesta discriminació. Els grups de drets LGBTI es van queixar de la discriminació en l'accés a l'atenció sanitària i la participació en activitats religioses. La llei prohibeix la discriminació atribuïble al sexe; no prohibeix explícitament la discriminació contra LGBTI. Matrix, un grup de defensa i suport LGBTI, no tenia informes de discriminació laboral dels seus membres. Les relacions sexuals entre persones del mateix sexe eren tabú a la societat i no es discutien obertament. Encara que no es van informar d'assetjaments, les persones LGBTI sovint no denuncien incidents de violència per por a l'estigma. Matrix funcionava lliurement i tenia membres en els 10 districtes. Va informar que tenia una bona relació de treball amb el LMPS. Per exemple, el desembre de 2015, els germans d'una dona que es va identificar com a lesbiana la van obligar a sortir de casa seva quan van descobrir la seva identitat sexual. Va portar la qüestió a la policia, que va intervenir, i els germans li van permetre tornar a casa. Matrix es dedicava a la difusió pública a través de projeccions cinematogràfiques, programes de ràdio, trobades públiques i mitjans socials. El 21 de maig, Matrix va organitzar la tercera marxa Dia Internacional Contra l'Homofòbia i la Transfòbia. Aproximadament 200 persones, principalment familiars i amics de persones LGBTI, van marxar pacíficament i sense incidents des de Lakeside (perifèria de la ciutat) fins a Central Park de Maseru. Els representants de Matrix van assenyalar que els agents de policia que escortaven la marxa eren generalment de suport, que atribuïen als anteriors esforços de difusió de Matrix al LMPS. Durant uns mesos Matrix també va tenir un anunci publicitari de cartellera al centre de Maseru donant suport als drets LGBTI. Adreçant-se als mitjans després de la reunió d'alt nivell sobre el VIH/SIDA de l'Assemblea General de les Nacions Unides, el viceprimer ministre Mothetjoa Metsing va dir que el govern buscarà despenalitzar les relacions entre homes i dones per evitar la propagació del VIH. Aquest va ser el primer pronunciament realitzat per un alt funcionari del govern sobre aquest tema. | » |

El 18 de maig de 2013, es va produir la primera marxa de l'Orgull Gai al país.

## Taula resum
| Activitat sexual legal amb el mateix sexe                     | (Des de 2012) |
| Mateixa edat de consentiment                                  | (Des de 2012) |
| Lleis antidiscriminació a la feina                            | No            |
| Lleis antidiscriminació en la prestació de béns i serveis     | No            |
| Matrimoni del mateix sexe                                     | No            |
| Lleis antidiscriminació en el discurs de l'odi i la violència | No            |
| Reconeixement de les parelles del mateix sexe                 | No            |
| Adopció de fillastres per parelles del mateix sexe            | No            |
| Adopció conjunta per parelles del mateix sexe                 | No            |
| Prestació de servei militar per gais i lesbianes              |               |
| Dret legal a canviar de gènere                                | No            |
| Accés a la fecundació in vitro per lesbianes                  | No            |
| Subrogació comercial per a parelles d'homes homosexuals       | No            |
| Permís per donar sang als MSMs                                | No            |